# Họ Thứ mạt
Họ Thứ mạt (danh pháp khoa học: Salvadoraceae, đồng nghĩa: Azimaceae Wight & Gardner) là một họ thực vật hạt kín trong bộ Brassicales, bao gồm 3 chi với khoảng 11-12 loài cây gỗ hay cây bụi. Các loài trong họ này sinh sống trong khu vực từ châu Phi (bao gồm cả Madagascar); Đông Nam Á và Tây Malesia (có trên đảo Java, gợi ý rằng có lẽ cũng có tại phần lớn khu vực Malesia). Các loài cây này thường được thấy trong khu vực khô và nóng. Chúng là thực vật có hoa lưỡng tính hay đơn tính khác gốc hoặc đơn tính cùng gốc đa tính hay đơn tính khác gốc đa tính mọc thành bông, chùm hay chùy hoa. Quả là quả mọng hay quả hạch không nứt, chủ yếu chứa 1 hạt không nội nhũ.
Hệ thống Cronquist năm 1981 đặt họ Salvadoraceae trong bộ Celastrales, nhưng hiện nay nói chung nó được coi là thuộc bộ Brassicales.

## Các chi
- Azima (bao gồm cả Actegeton, Monebia). Tại Việt Nam có 1 loài (Azima sarmentosa) với tên gọi là thứ mạt, chùm khét, chùm lé, gai me hay gai ma.
- Dobera (bao gồm cả Platymitium, Schizocalyx, Tomex)
- Salvadora

## Hình ảnh

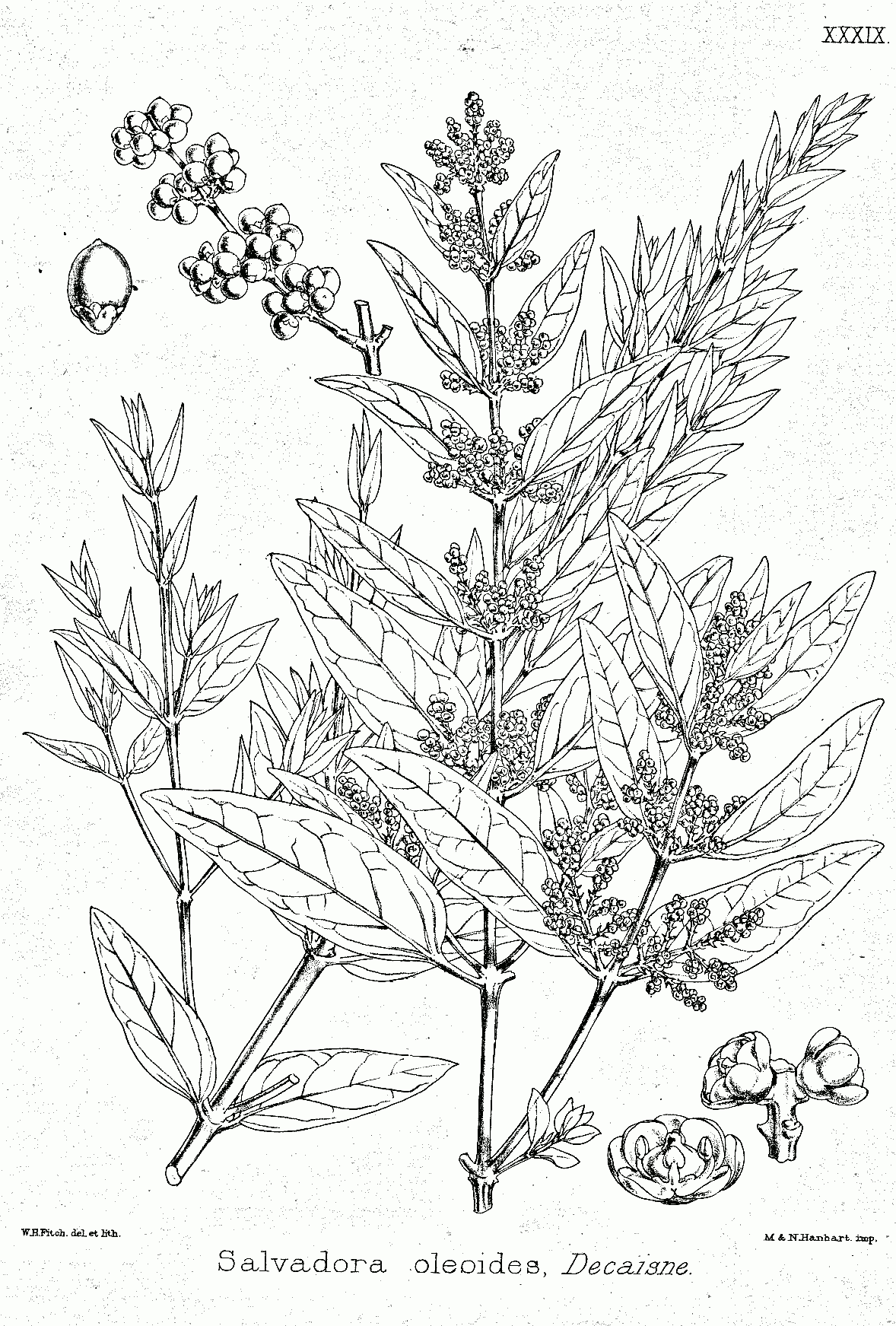
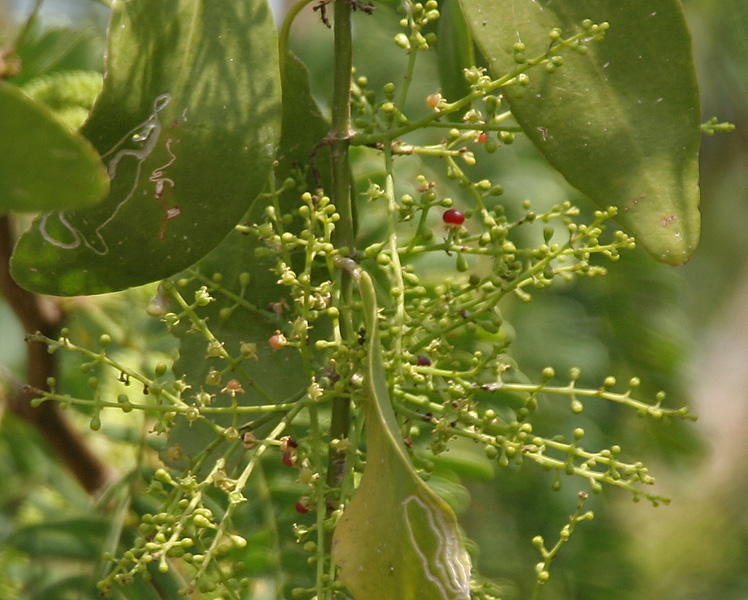
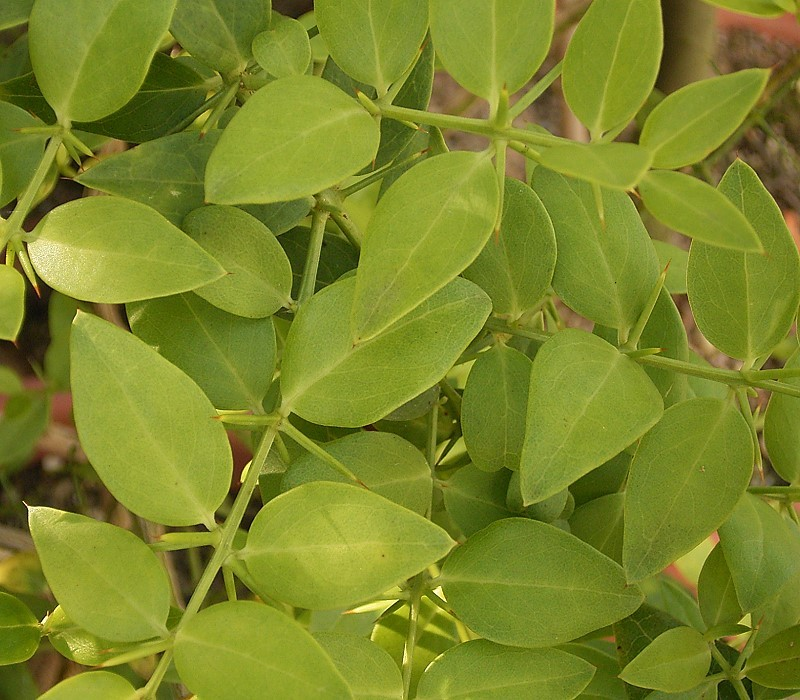
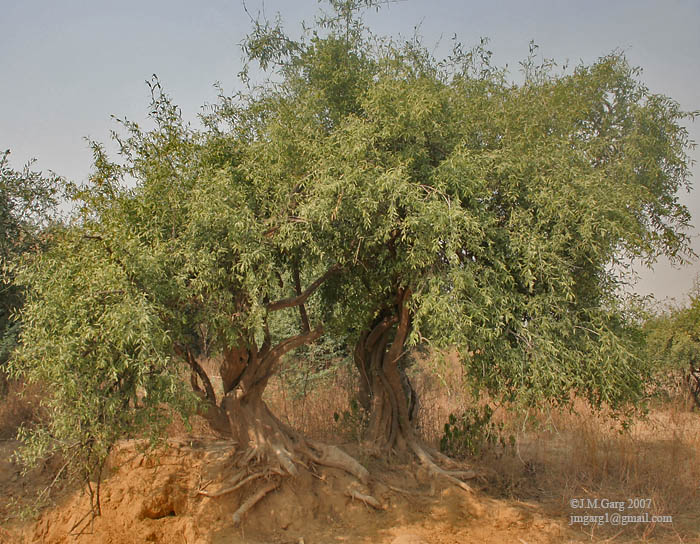